# Hrotnosemenka
Hrotnosemenka (Rhynchospora) je rod jednoděložných rostlin z čeledi šáchorovité (Cyperaceae).

## Popis

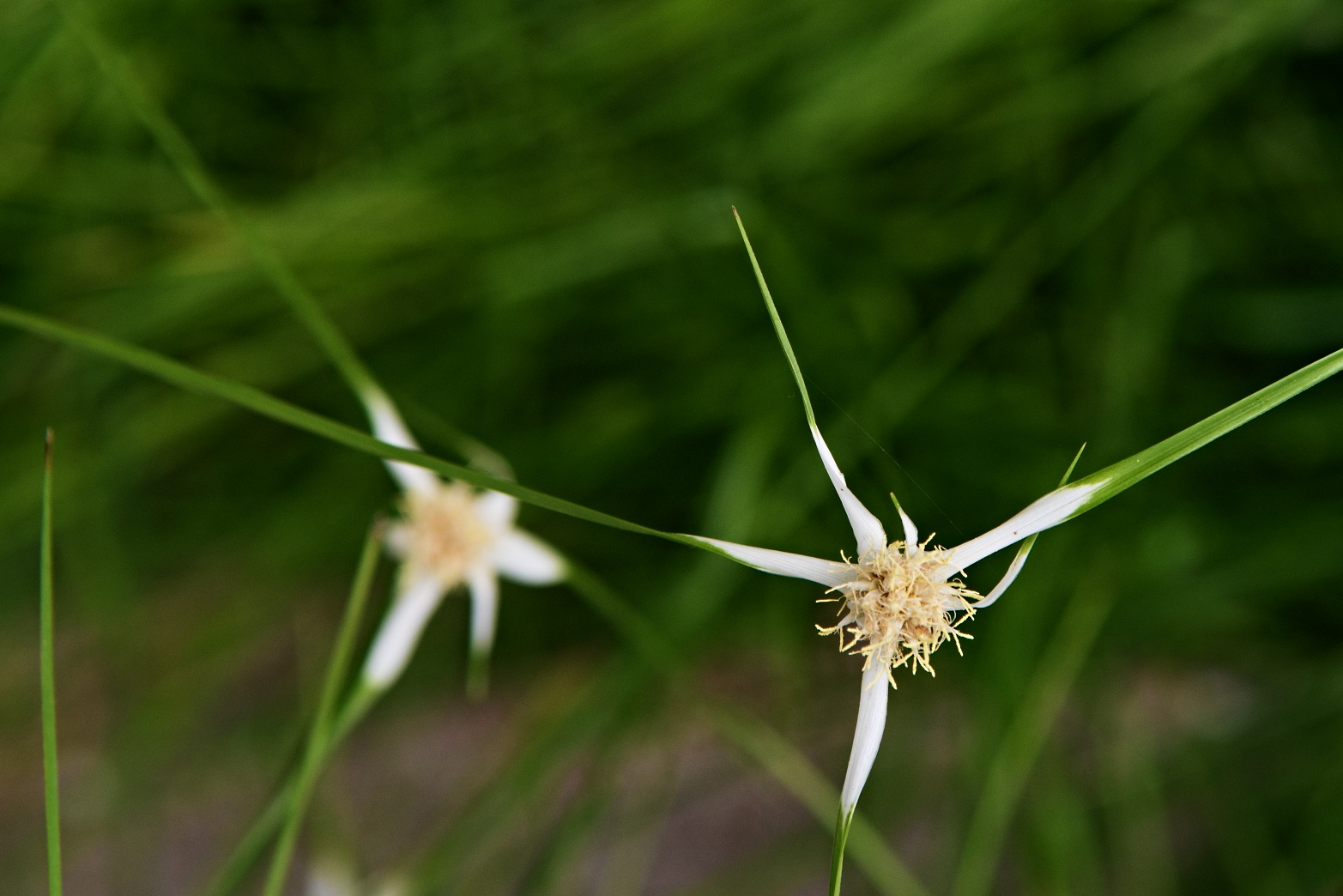
Rhynchospora colorata v botanické zahradě v Liberci

Jedná se o jednoleté až vytrvalé trsnaté nebo netrsnaté byliny, často s oddenky. Jsou jednodomé, převážně s oboupohlavnými květy, někdy jsou horní květy v klásku samčí. Lodyhy jsou trojhranné. Listy jsou na bázi i na lodyze, jsou jednoduché, přisedlé, s listovými pochvami, které jsou dole srostlé, nahoře otevřené. Čepele jsou čárkovité, ploché či žlábkovité, nebo až oblé a svinuté, žilnatina je souběžná, jazýček je přítomen či chybí. Květy jsou v květenstvích, kláscích. Klásky skládají kružel, latu, chocholík, hrozen či hlávku. V květenství jsou listeny, spodní je nejdelší a vzácněji napodobuje pokračování stonku, potom se zdá květenství zdánlivě boční. Okvětí chybí nebo je přeměněno na štětinky (nejčastěji 2-12), které mají zpětné háčky či jsou jinak chlupaté. Tyčinky jsou 2-3, jsou volné. Gyneceum je složeno ze 2, vzácně 3 plodolistů, je synkarpní, blizny jsou 2, vzácně 3, semeník je svrchní. Plodem je nažka, na vrcholu s krátkou osinou.

## Rozšíření ve světě
Je známo asi 250 druhů, které jsou rozšířeny skoro po celém světě, ale s nerovnoměrným zastoupením.

## Rozšíření v Česku
V ČR rostou pouze 2 druhy. Běžnější hrotnosemenka bílá (Rhynchospora alba) je druhem přechodových rašelinišť a slatinišť, jedná se o silně ohrožený druh (C2). Hrotnosemenka hnědá (Rhynchospora fusca) kdysi rostla na podobných stanovištích v okolí Doks a na Třeboňsku, do dnešní dnů se udržela jen v okolí Máchova jezera, patří ke kriticky ohroženým druhům (C1) flóry ČR.